# Frankfort, Illinois
Frankfort är en ort (village) i Cook County, och  Will County, i delstaten Illinois, USA. Enligt United States Census Bureau har orten en folkmängd på 17 886 invånare (2011) och en landarea på 38,8 km².